# Simone Molteni
Simone Molteni (Como, 25 de marzo de 1992) es un deportista italiano que compitió en remo. Ganó una medalla de oro en el Campeonato Mundial de Remo de 2013, en la prueba de ocho con timonel ligero.

## Palmarés internacional
| Campeonato Mundial | Campeonato Mundial      | Campeonato Mundial | Campeonato Mundial      |
| Año                | Lugar                   | Medalla            | Prueba                  |
| ------------------ | ----------------------- | ------------------ | ----------------------- |
| 2013               | Chungju (Corea del Sur) | Medalla de oro     | Ocho con timonel ligero |